# Trier Hauptbahnhof
Trier Hauptbahnhof vasútállomás Németországban, Rajna-vidék–Pfalz tartományban, Trier városban. A német vasútállomás-kategóriák közül a második csoportba tartozik.

## Vasútvonalak
Az állomást az alábbi vasútvonalak érintik:
- Moselstrecke
- Thionville–Trier-vasútvonal
- Moselbahn
- Hochwaldbahn

## Forgalom

### Regionális
| Járat | Név                    | Útvonal | Gyakoriság                                                                |
| ----- | ---------------------- | --- | ------------------------------------------------------------------------- |
| RE 1  | Südwest-Express        | Koblenz – Cochem – Bullay(DB) – Wittlich – Trier – Saarlouis – Völklingen – Saarbrücken – Homburg – Kaiserslautern – Neustadt – Mannheim              | 060 min (Koblenz–Kaiserslautern) 120 percenként (Kaiserslautern–Mannheim) |
| RE 11 | DeLux-Express          | Koblenz – Cochem – Bullay(DB) – Wittlich – Trier – Wasserbillig – Wecker – Munsbach – Sandweiler-Contern – Luxemburg                                  | 060 percenként                                                            |
| RE 12 | Eifel-Mosel-Express    | Köln Messe/Deutz – Köln – Euskirchen – Gerolstein – Bitburg-Erdorf – Trier                                                                            | hétfőtől péntekig: két vonatpár szombat-vasárnap: három vonatpár          |
| RE 16 | Trier-Lorraine-Express | Trier – Konz Mitte – Perl – Thionville – Metz | két vonatpár mindkét irányba szombat, vasárnap és ünnepnapokon            |
| RB 22 | Eifel-Express          | Köln Messe/Deutz – Köln – Erftstadt – Euskirchen – Gerolstein – Bitburg-Erdorf – Trier (bis Gerolstein RE 22)                                         | 060 percenként                                                            |
| RB 70 |                        | Trier – Konz – Merzig – Saarlouis – Völklingen – Saarbrücken – St. Ingbert – Homburg – Kaiserslautern                                                 | bizonyos vonatok                                                          |
| RB 71 | Saartal-Bahn           | Trier – Konz – Merzig – Saarlouis – Völklingen – Saarbrücken – St. Ingbert – Homburg (in der HVZ zusätzliche Verstärkerzüge: Trier – Konz – Saarburg) | 060 percenként                                                            |
| RB 81 | Moseltal-Bahn          | Koblenz – Cochem – Bullay(DB) – Wittlich – Trier | 060 percenként                                                            |
| RB 82 | Elbling-Express        | Wittlich – Trier – Konz Mitte – Wellen – Perl | 060 percenként (Wittlich–Trier csak hétfőtől péntekig)                    |

### Távolsági
| Járat | Útvonal | Gyakoriság |
| ----- | --- | ---------- |
| IC 37 | Düsseldorf – Köln – Bonn – Remagen – Andernach – Koblenz – Kobern-Gondorf – Treis-Karden – Cochem – Bullay – Wittlich – Schweich – Trier – Wasserbillig – Luxemburg | 1          |

## Kapcsolódó állomások
A vasútállomáshoz az alábbi állomások vannak a legközelebb:
- Trier Süd
- Pfalzel